# سپهر صفاری
سپهر صفاری (۱۷ اسفند ۱۳۷۰) ورزشکار رشتهٔ تیراندازی تپانچه و عضو سابق تیم ملی تیراندازی جمهوری اسلامی ایران است. صفاری سابقهٔ حضور در المپیک تابستانی جوانان ۲۰۱۰ را دارد.